# 特魯頓規則

純物質的熔化熱以及汽化熱相對轉態溫度之間的關係，此即為特魯頓規則

特魯頓規則（英語：Trouton's rule）是指不同種類液體的汽化熵{\displaystyle \Delta {\bar {S}}_{vap}}大致維持一個定值，約在85~88 J·K−1 mol−1 之間，此數值也稱為特魯頓常數。汽化熵定義為每摩爾汽化熱和沸點之間的比值，因此此數值也稱為特魯頓比值。特魯頓規則得名自愛爾蘭物理學家弗雷德里克·托馬斯·特魯頓。
在數學上，特魯頓規則也可以表示為：
{\displaystyle \Delta {\bar {S}}_{vap}=10.5R}
其中R為氣體常數。
另一個陳述的方式（特魯頓比例）則是以下潛熱和沸點的關係：
{\displaystyle {\frac {L_{\text{vap}}}{T_{\text{boiling}}}}\approx 85{-}88\ {\frac {\text{J}}{{\text{K}}\cdot {\text{mol}}}}.}
特魯頓規則可以用波茲曼熵公式對自由體積中液體和蒸氣的相對變化來說明。這規則適用於許多液體，例如甲苯的汽化熵為87.30 J·K−1 mol−1，苯的汽化熵為89.45 J·K−1 mol−1，而三氯甲烷的汽化熵為為87.92 J·K−1 mol−1。在一液體的沸點已知時，常用特魯頓規則來來估計其汽化熱。
不過也有不適用特魯頓規則的液體，例如水、甲醇及乙醇的汽化熵和特魯頓規則的數值差距很大，特魯頓規則無法適用在這些分子間會產生氫鍵的物質。XeF
6在沸點的汽化熵特別高，是136.9 J/(K·mol)，或表示為16.5R。此類液體不適用特魯頓規則的原因是分子之間的特殊作用力，例如氢键。水和乙醇的汽化熵有正偏差，因為在液態的氫鍵使其熵變小。相反的，甲酸的的汽化熵有負偏差，因為在氣態時有更有序的結構，甲酸在氣態時也會形成二聚體。負偏差也會出現因為氣體受激轉動態比例較小，使得氣體熵較小的情形，特別是像是甲烷之類的小分子，其轉動慣量 I小，因此轉動常數B較大，使得其轉動能階較分散，依照麦克斯韦-玻尔兹曼分布，受激的轉動態比例較小，因此轉動熵也較小。以下是適用範圍更廣的特魯頓規則
{\displaystyle \Delta {\bar {S}}_{vap}=4.5R+R\ln T}
若令T = 400 K，可以用以上擴展的特魯頓規則得到原始的特魯頓規則。
另一個適用在Tboiling < 2100 K的公式為ΔHboiling = 87 Tboiling − 0.4 J/K.

## 延伸閱讀
- Trouton, Frederick. . Philosophical Magazine. 1884, 18: 54–57. - Publication of Trouton's rule
- 彼得·阿特金斯 (1978). Physical Chemistry Oxford University Press ISBN 0-7167-3539-X